# Skottdramat i Esbo 2009
Skottdramat i Esbo 2009 inträffade på nyårsaftonen den 31 december 2009 varvid fyra personer, tre män och en kvinna, sköts till döds i köpcentret Sello i Esbo i Finland och en kvinna (gärningsmannens före detta hustru sedan 18 år) i en lägenhet närvid. En person född 1966 var eftersökt som misstänkt gärningsman. Den före detta hustrun var arbetskamrat med de dödade på shoppingcentret.
Mannen anträffades senare död i Esbo, och polisen antar att mannen sköt sig själv. Gärningsmannen var Ibrahim Shkupolli, en 43-årig man med kosovoalbanskt ursprung. Skottlossningen ägde rum på affären Prismas första och andra våning i köpcentret Sello.
Dödsskjutningen var en av flera liknande i Finland under 2000-talets första decennium.

## Skjutningen
Skottdramat började när den beväpnade mannen gick in i Prisma-snabbköpet och började skjuta med en 9 × 19 mm pistol ca kl 9.20 svensk tid. Preliminära rapporter angav fyra dödsfall vid köpcentret, tre män och en kvinna. Offren, 27, 40, 42 och 45 år var anställda i Prisma. En annan kvinna som identifierades som den misstänktes ex-flickvän hittades död i en lägenhet i Esbo i samband med fallet. Tidigare flickvännen var också anställd hos Prisma, och finska polisen spekulerade om att hon var huvudmålet. Det påstås att Shkupolli dödade sin tidigare flickvän först i lägenheten, och fortsatte sedan med att döda hennes pojkvän i köpcentret där de båda arbetade. Man tror att hennes älskare är ett av de fyra offren, och att han blivit skjuten två gånger i huvudet. Den misstänkte, identifierad som 43-årige Kosovo-albanen Ibrahim Shkupolli, sågs gå in i en annan affär där han försvann och det startade en polisjakt som involverade polishelikoptrar. Klockan 10.21 svensk tid, gick tungt beväpnad polis in i köpcentret.
Senare den dagen hittades Shkupolli död i en lägenhet i Kirstinmäki, Esbo, i ett uppenbart självmord. Hans lägenhet var helt tom utom för en madrass, ett inramat foto av sin ex-flickvän, 14 fullt laddade magasin för sin pistol och en påse som innehåller ytterligare 273 patroner. Enligt en granne som hörde skottet hade Shkupolli skjutit sig vid 11:13-tiden. Den finska polisen evakuerade köpcentret och spärrade av det och en närliggande järnvägsstation. Dussintals ambulanser anlände till platsen och flera brandbilar.
Den pistol som användes var en Tjeckoslovakisk tillverkad 9mm CZ 75-pistol, tillverkad 1984 och var ursprungligen såld i Norge där pistolen försvann på grund av ett olöst rån 1990. Frågorna om hur och när Shkupolli förvärvade det, är fortfarande okänt. Det första offret, kvinnan som hittades i lägenheten, dödades med en Smith & Wesson-märkt jaktkniv. Kroppen hade ett långt och djupt snittat sår som nådde den cervikala ryggraden. Lägenheten visade inga tecken på aktivt motstånd.

## Skytten
Ibrahim Shkupolli (1966 - 31 december 2009) föddes i Kosovska Mitrovica, SFR Jugoslavien, arbetade med leverering av matvaror och hade bosatt sig olagligt i Finland, han tog sig in i Finland genom norra Norge år 1990. Shkupolli arbetade hos ett lagerföretag som levererade till matkedjan Prisma.
Shkupolli hade varit gift med en kosovoalbansk kvinna med vilken han hade tre barn men hade samtidigt en relation med sin finska flickvän både före och efter äktenskapet. I båda hans före detta bostadskommuner, S:t Michel och Esbo hade arresteringsorder utfärdats efter att hans flickvän anmält honom på grund av hans aggressiva beteende och hot, bland annat att döda henne. Domstolen beslutade om besöksförbud vilket hindrade honom från att närma sig både flickvännen samt hennes arbetsplats. Polisens teori kring motivet bakom attacken var att han trodde den tidigare flickvännen hade ingått i ett förhållande med en medarbetare i butiken. Han hade tidigare dömts för misshandel, innehav av en pistol och därtill hörande ammunition samt innehav av narkotika. Han undersöktes också för att vara involverad i människohandel som organiserar olaglig invandring från Balkan till Finland.
Dessa och andra brott, inklusive olaga hot och trafikbrott, hade lett till att Finlands migrationsverk avslog hans ansökan om medborgarskap.